# آبشار ناسو
آبشار ناسو (به لاتین: Naso Falls) یک آبشار در ژاپن است که در Nikaho, Akita, Japan واقع شده‌است.